# 3383 Koyama
3383 Koyama este un asteroid din centura principală, descoperit pe 9 ianuarie 1951, de Karl Reinmuth.